# Monika Wołowiec
Monika Wołowiec (* 14. Februar 1976) ist eine polnische Skeletonpilotin.
Die in Park City lebende Monika Wołowiec startet seit der Saison 2004/05 auf internationaler Ebene. Trainiert wird sie von Jean Riendeau. Zunächst nahm sie vor allem an Rennen der Americas’s-Cup-Serie teil. Der erste Auftritt in der höchsten Klasse der Sportart war bei der Bob- und Skeleton-Weltmeisterschaften 2005 in Calgary, wo sie den 21. Platz belegte. Das nächste Großereignis waren die Olympischen Winterspiele 2006 von Turin, wo sie den 15. und damit letzten Rang belegte. Weitaus besser verlief ihr erster Start im Skeleton-Weltcup. Im Februar 2007 erreichte sie am Königssee den fünften Platz und damit auch ihre erste Top-Ten-Platzierung in einem großen Rennen. Monika Wołowiec ist die erste polnische Skeletonpilotin, die in die erweiterte Weltspitze vorstoßen konnte.